# Erich Hamann
Erich Hamann (Pasewalk, 27 novembre 1944) è un ex calciatore tedesco orientale, dal 1990 tedesco, di ruolo centrocampista.

## Carriera

### Club
Durante la sau carriera ha giocato con varie squadre di club, ma principalmente con il Vorwärts.

### Nazionale
Conta 3 presenze con la Nazionale tedesco-orientale.